# Johann Wilhelm Trollmann
Johann Wilhelm „Rukeli“ Trollmann (* 27. Dezember 1907 in Wilsche (jetzt Gifhorn); † 9. Februar 1943 im Außenlager Wittenberge des KZ Neuengamme) war ein deutscher Boxer. Als Sinto wurde er Opfer des Porajmos. 

## Leben
Johann Wilhelm Trollmann wuchs in Hannover in einer großen Sinti-Familie in ärmlichen Verhältnissen auf. Wie viele Sinti hatte er zwei Vornamen, „einen fürs Standesamt und einen in der Sprache der Sinti und Roma“. Rukeli bezeichnet hier einen schönen, biegsamen Baum.

### Beginn der NS-Zeit
Im Februar 1933 gewann der jüdische Boxer Erich Seelig den Titel im Mittelgewicht. Der Verband Deutscher Berufsboxer erkannte ihm dann den Titel ab.
Der Titel war daraufhin bis Juni vakant. Am 9. Juni 1933 kämpfte Trollmann gegen Adolf Witt. Der Vorsitzende des Verbandes Deutscher Faustkämpfer (Radamm) befand sich im Publikum. Als klar wurde, wie der Kampf enden würde, gab er den Punktrichtern die Anweisung, den Kampf als „unentschieden“ zu werten. Die Punktrichter folgten dieser Anweisung. Das Publikum hatte aber Johann Rukeli Trollmann als weit überlegenen Boxer gesehen. Die Empörung des Publikums sorgte dafür, dass der Sieger auch als solcher ausgerufen wurde.
Trollmann besiegte seinen Gegner, dem er in puncto Technik, Beweglichkeit und wegen seiner nur 71 Kilo vor allem an Schnelligkeit überlegen war. (Der Kampf zwischen beiden im Jahr zuvor endete unentschieden bzw. nach Punkten über acht Runden, die Trollmann verlor.)
Acht Tage später wurde ihm der Titel jedoch wegen „armseligen Verhaltens“ (wohl unter dem Vorwand von Trollmanns Freudentränen nach dem Sieg) wieder aberkannt.

### Kampf gegen Gustav Eder
Trollmanns Kampfstil, der Ähnlichkeiten mit dem späteren Stil Muhammad Alis aufwies, erregte in der Zeit des Nationalsozialismus Missfallen. Im Juli 1933 trafen in der Kreuzberger Bockbrauerei in Berlin zwei herausragende deutsche Boxer ihrer Gewichtsklassen aufeinander: Gustav Eder im Weltergewicht und sein Kontrahent Trollmann im Mittelgewicht. Im Kampf beider Boxer um den Deutschen Weltergewichtstitel sollte Eder – neun Zentimeter kleiner und sechs Kilo leichter als sein Gegner – das wiederholen, was Trollmann wenige Monate zuvor gegen den größeren und schwereren Boxer Witt erreicht hatte, nämlich einen Sieg erzielen. Die beiden Boxer und ihr Kampf wurden instrumentalisiert, um die These der Machthaber von der Überlegenheit der „arischen Herrenrasse“ zu untermauern. Trollmann kam mit blondgefärbten Haaren, seine Haut mit weißem Puder bedeckt, als Karikatur eines „arischen“ Boxers in den Ring. Ihm wurden Auflagen gemacht, die ihn in seiner Art der Kampfesführung stark einschränkten. Unter Androhung des Entzugs seiner Boxlizenz war es ihm untersagt, seinen typischen Stil zu kämpfen, dem Gegner tänzelnd kein Ziel zu bieten und auszukontern. Auch durfte er keinen Gebrauch von seinem Reichweitenvorteil machen und nicht auf Distanz boxen. Die Auseinandersetzung der beiden Faustkämpfer entwickelte sich zu einer Farce. Trollmann bewegte sich während des Kampfes nicht, sondern steckte breitbeinig stehend, ohne sich zu ducken, die Schläge des Kontrahenten ein. Er verlor nach fünf Runden durch K. o. Trollmann behielt danach nur noch für wenige Monate seine Boxlizenz, der Kampf gegen Gustav Eder beendete somit seine Boxkarriere.

### Einweisung ins Arbeitshaus
Am 1. Juni 1935 heiratete Rukeli im Standesamt Berlin-Charlottenburg seine Freundin Olga Frieda Bilda, mit der er seit März 1935 die gemeinsame Tochter Rita hatte. Wenige Wochen nach der Trauung stellte der Direktor des Berliner Arbeits- und Bewahrungshauses den Antrag, Johann Trollmann zu sterilisieren, er ging am 3. Juli 1935 beim Amtsgericht ein. Trollmanns Einlassungen vor Gericht wurden gegen ihn und zur Verfestigung der „Diagnose“ „angeborener Schwachsinn“ verwandt. Vermutlich am 23. Dezember 1935 wurde Trollmann zwangssterilisiert.

### Letzte Jahre und Tod
Im Zweiten Weltkrieg wurde er von der Wehrmacht eingezogen und diente als Soldat. An der Ostfront wurde er verwundet und kam so zurück in die Heimat.
Im Juni 1942 wurde Johann „Rukeli“ Trollmann verhaftet und in das KZ Neuengamme gebracht. Dort wurden ihm seine Boxfähigkeiten zum Verhängnis, da er von SS-Leuten immer wieder unter Bezugnahme auf seine Boxerkarriere verprügelt wurde. Am 9. Februar 1943 wurde er für tot erklärt. Laut dem Totenbucheintrag verstarb er an Herz- und Kreislaufversagen. Aussagen eines Mithäftlings zufolge kam er allerdings unter anderem Namen ins KZ-Außenlager Wittenberge. Hier trat ein Kapo gegen Trollmann an und wurde niedergeschlagen. Der Kapo war darüber so erbost, dass er einen Knüppel nahm und Trollmann erschlug. Nach manchen Angaben geschah dies Mitte 1944, mehrere Monate nach seinem offiziell angegebenen Todesdatum.

## Späte Anerkennung
Für Printmedien und Funktionäre der Boxverbände war nach der NS-Zeit die Aberkennung des Meistertitels kein Thema.
Erst die Buchveröffentlichung von Hans Firzlaff Ende der 1990er Jahre über das Schicksal Trollmanns rückte diese Frage ins allgemeine Interesse. Trollmann wurde 2003 offiziell als Deutscher Meister im Halbschwergewicht vom Bund Deutscher Berufsboxer e. V. (BDB) in die „Riege der Deutschen Meister“ aufgenommen. Allerdings weigerte sich der BDB, einen Meistergürtel symbolisch an seine noch lebenden Verwandten Louis und Manuel Trollmann zu überreichen. Daraufhin fertigten der Manager und Matchmaker Olaf Schröder sowie die Promoterin Eva Rolle auf eigene Kosten einen Gürtel an, welcher der Familie Trollmann dann am 18. Dezember 2003 im Rahmen einer kleinen Boxveranstaltung in Berlin im Beisein des Vorsitzenden des Zentralrats der Sinti und Roma, Romani Rose, und etlichen Überlebenden des Holocaust überreicht wurde.

## Gedenken

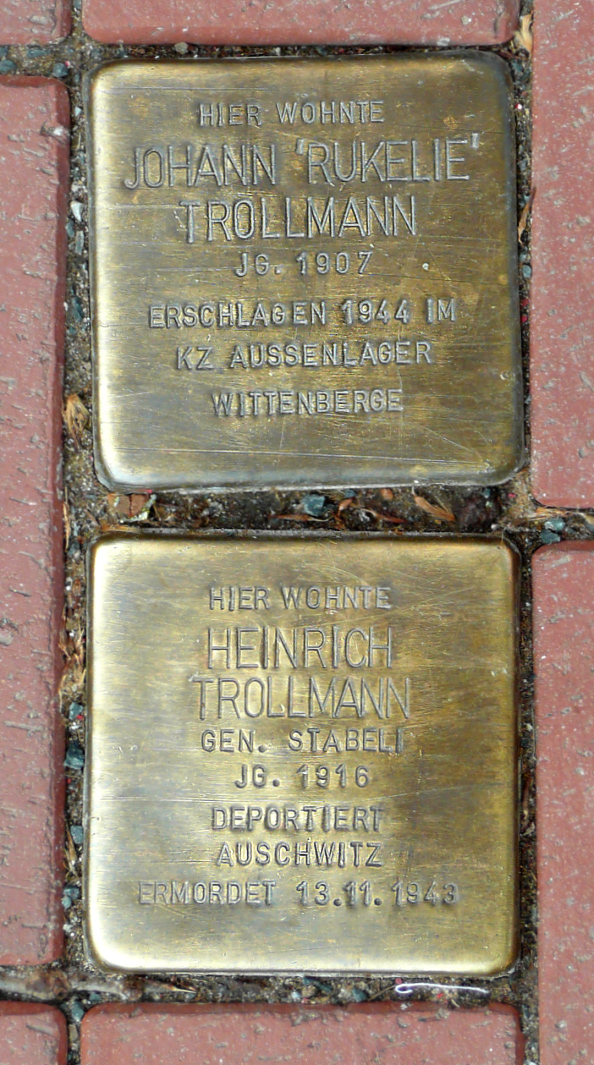
Stolpersteine für Johann Wilhelm Trollmann und seinen Bruder Heinrich in Hannover

2013 gründeten Verwandte von Johann Wilhelm Trollmann den in Isernhagen ansässigen Sportverein „Rukeli Trollmann e. V.“ mit den Sparten Boxen und Leichtathletik. Vereinsziel ist es, das Andenken an den Boxer zu erhalten.
Stolpersteine für Rukeli
Im Kreuzkirchenviertel in der Altstadt von Hannover wurde 2004 der kleine Fußweg Tiefental zwischen der Kreuzkirche und der Burgstraße in Johann-Trollmann-Weg umbenannt. 2008 wurde dort vor seinem früheren Wohnhaus ein Stolperstein für ihn gelegt. Im Mai 2009 ist auch im Hamburger Schanzenviertel vor dem Portal der Roten Flora ein Stolperstein zur Erinnerung an Trollmann verlegt worden. Er hatte – zuletzt im November 1933 – im historischen Flora-Theater einige seiner Profiboxkämpfe bestritten. Im Juli 2010 wurde ein weiterer Stolperstein in der Fidicinstraße vor der früheren Bockbrauerei in Berlin-Kreuzberg verlegt, in der Trollmann seine Kämpfe gegen Witt und Eder bestritten hatte.
Stolperstein für Stabeli
Trollmanns Bruder Heinrich, genannt Stabeli, wurde 1944 im KZ Auschwitz im Alter von 27 Jahren ermordet. Auch für ihn liegt ein Stolperstein im hannoverschen Johann-Trollmann-Weg.
Johann-Trollmann-Boxcamp in Berlin
Am 28. Januar 2011 wurde in Berlin-Kreuzberg die Sporthalle der ehemaligen Rosegger-Grundschule am Marheinekeplatz als Johann-Trollmann-Boxcamp benannt.
Johann-Trollmann-Weg
In Hannover und seit 2023 auch in Gifhorn-Wilsche sind Wege nach ihm benannt.
Temporäres Denkmal
Das Künstlerkollektiv Bewegung Nurr initiierte ein Projekt „9841 – Temporäres Denkmal für Johann Rukeli Trollmann“, das aus einem Boxring mit schräger Kampffläche besteht. Bei der Zahl 9841 handelt es sich um Trollmanns Häftlingsnummer. Die Skulptur wurde 2010 in Berlin, 2011 in Hannover, unweit seines früheren Wohnsitzes jeweils etwa sechs Wochen lang und seit 2012 in Dresden Hellerau aufgestellt.

### Gedenktafel
Im Februar 2020 wurde an der ehemaligen Bockbrauerei, Berlin-Kreuzberg, Fidicinstraße 2, eine Gedenktafel enthüllt.

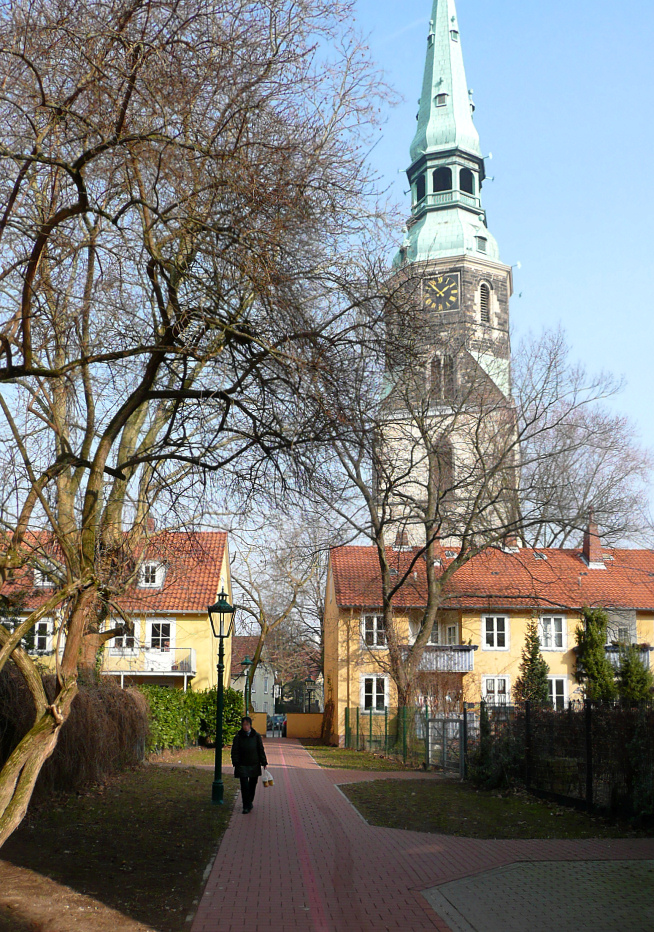
Johann-Trollmann-Weg in Hannover
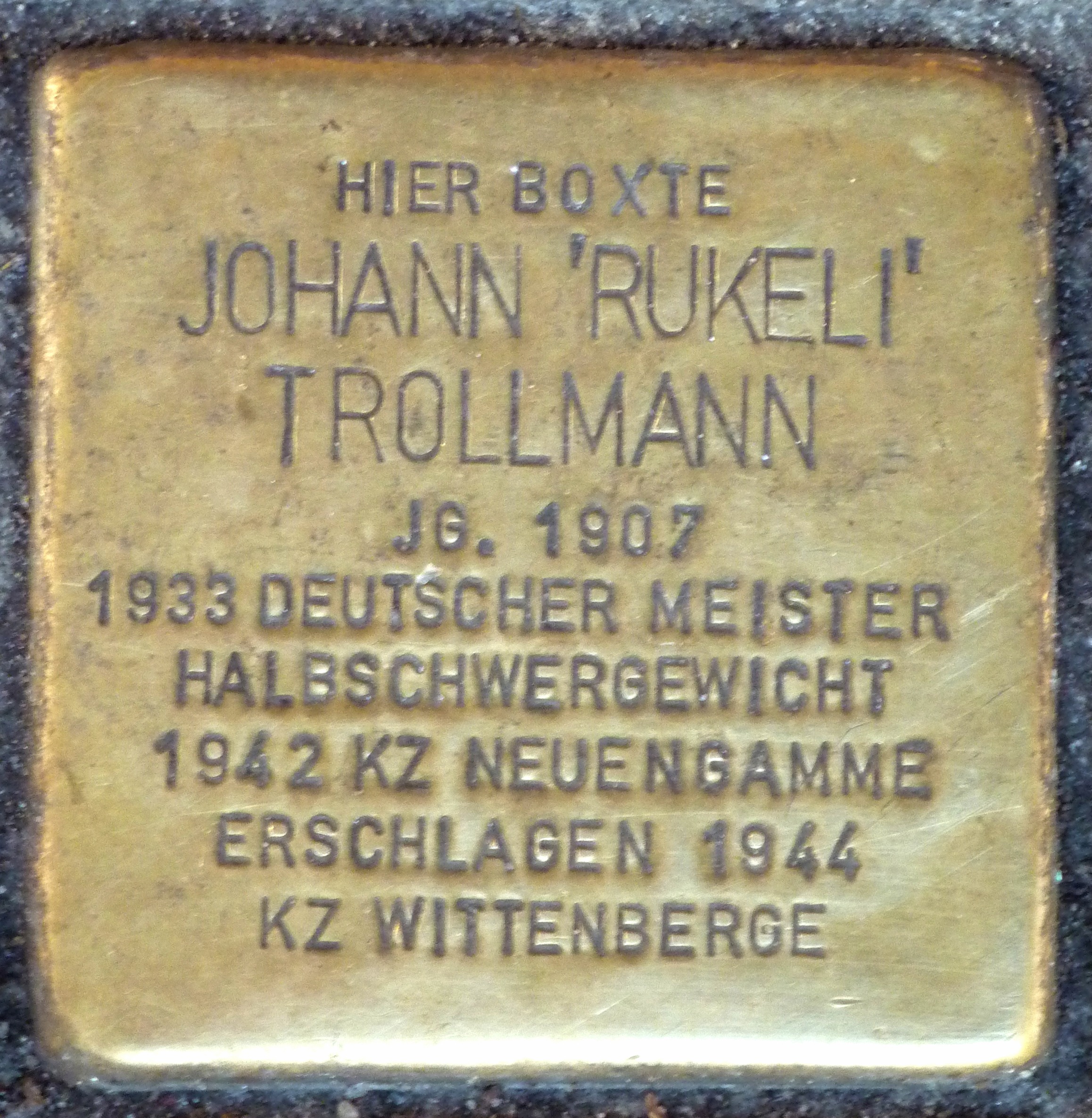
Stolperstein für Johann Trollmann in Hamburg
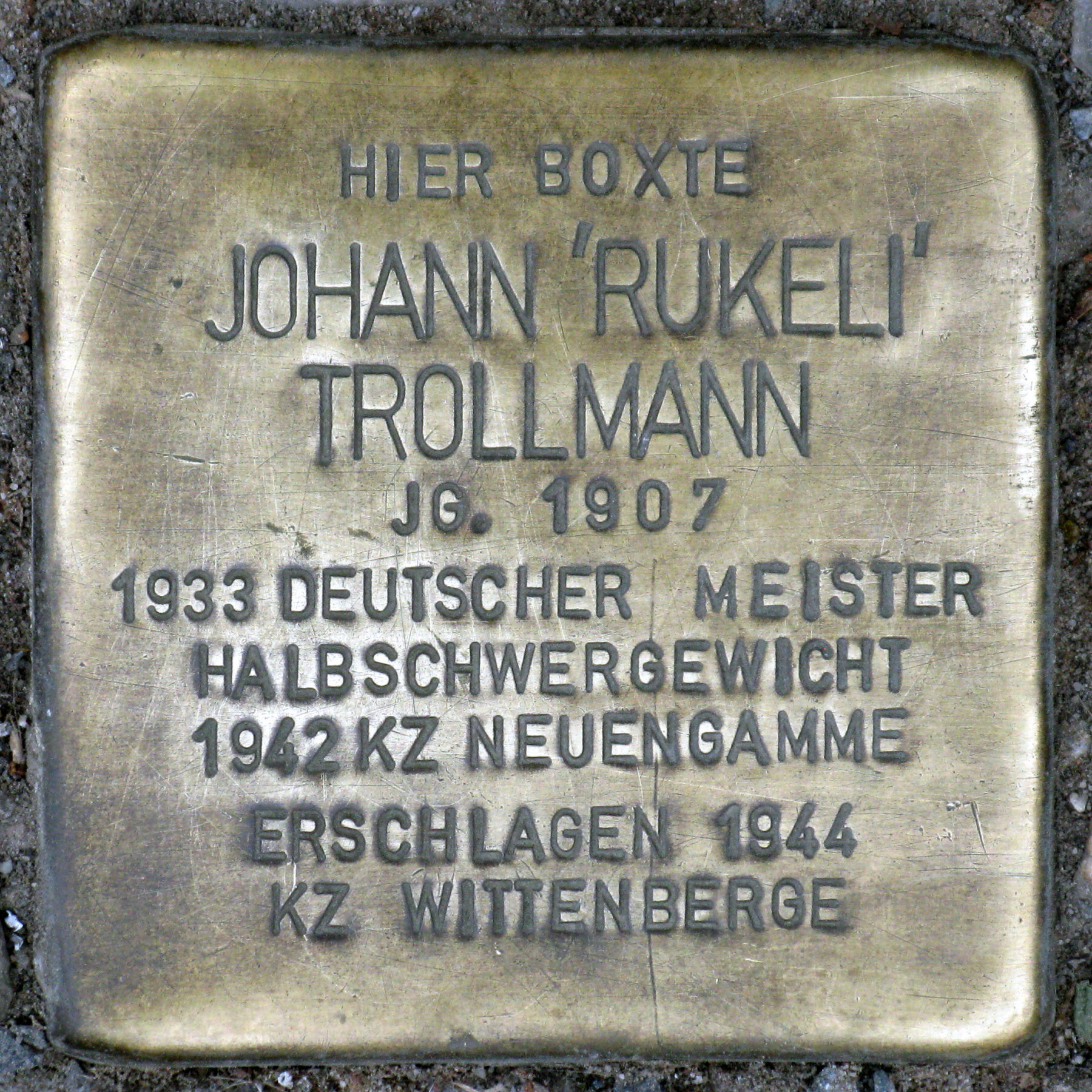
Stolperstein für Johann Trollmann in Berlin-Kreuzberg
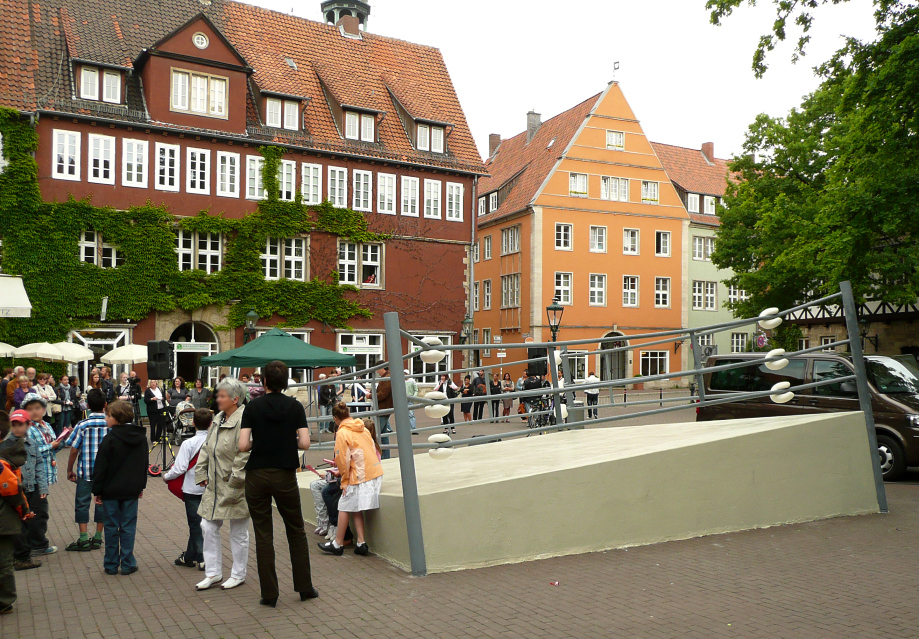
Einweihung eines temporären Denkmals auf dem Ballhofplatz in Hannover
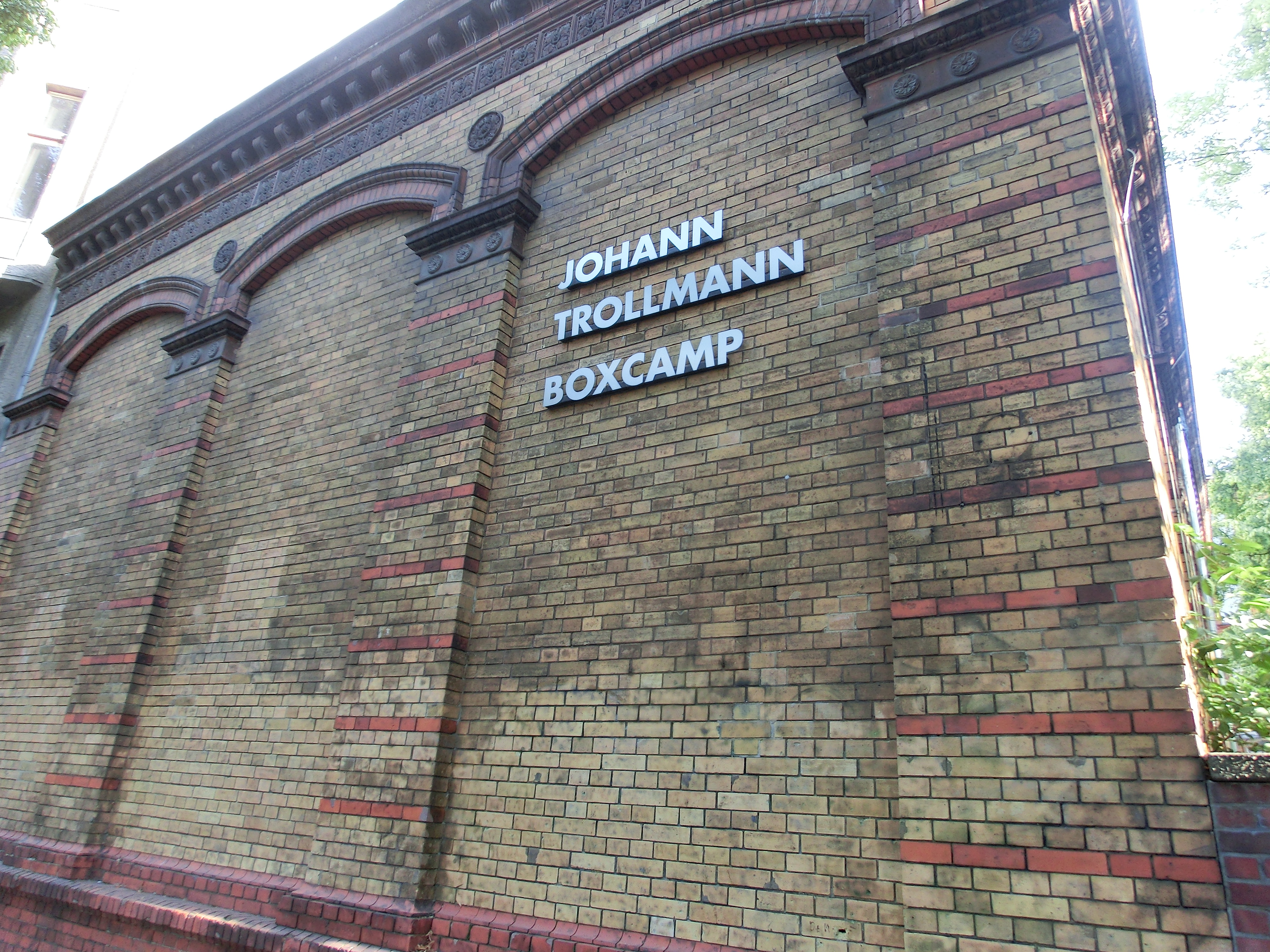
Außenseite des Johann-Trollmann-Boxcamp in Berlin-Kreuzberg
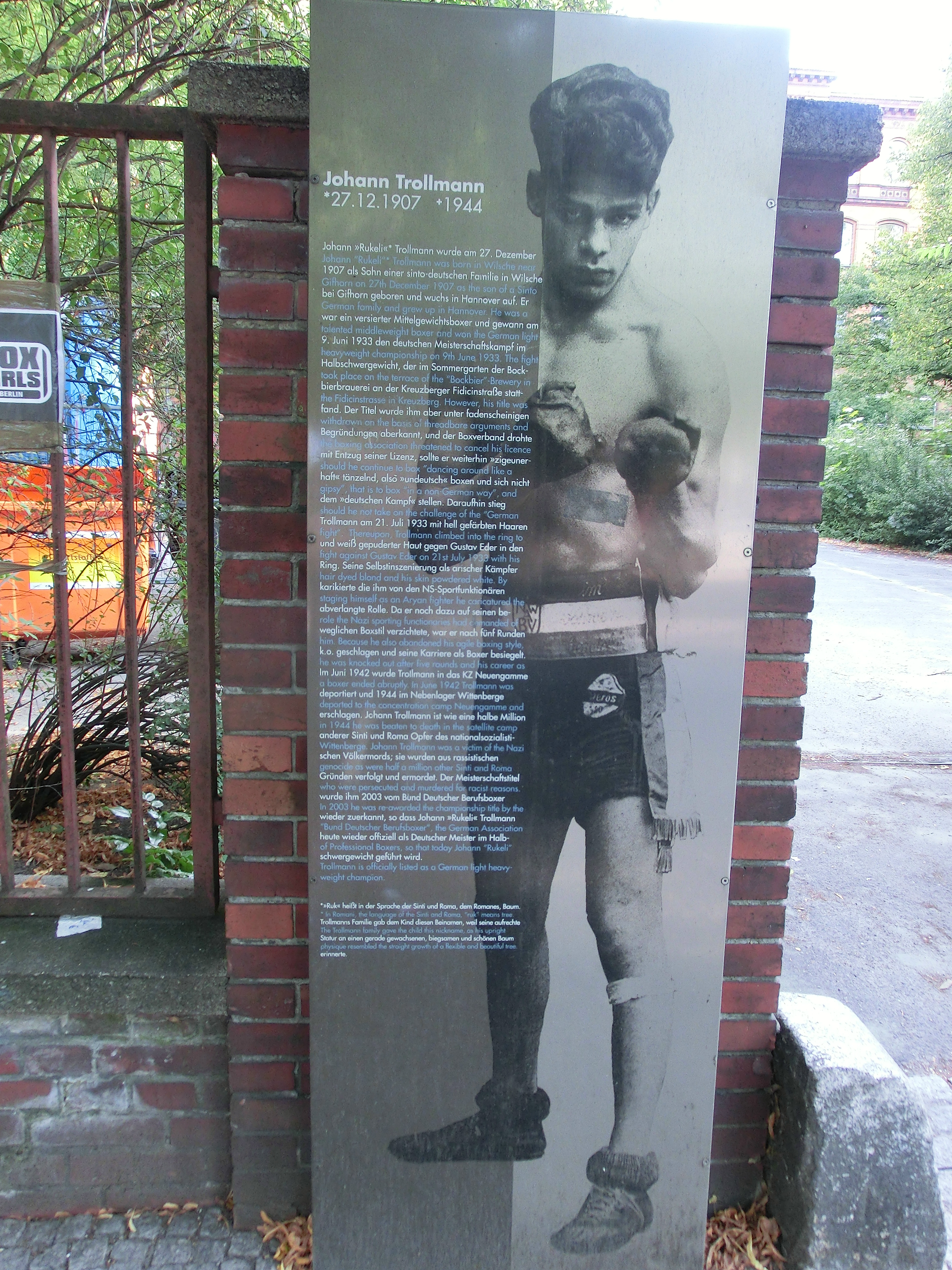
Tafel nahe dem Johann-Trollmann-Boxcamp in Berlin-Kreuzberg
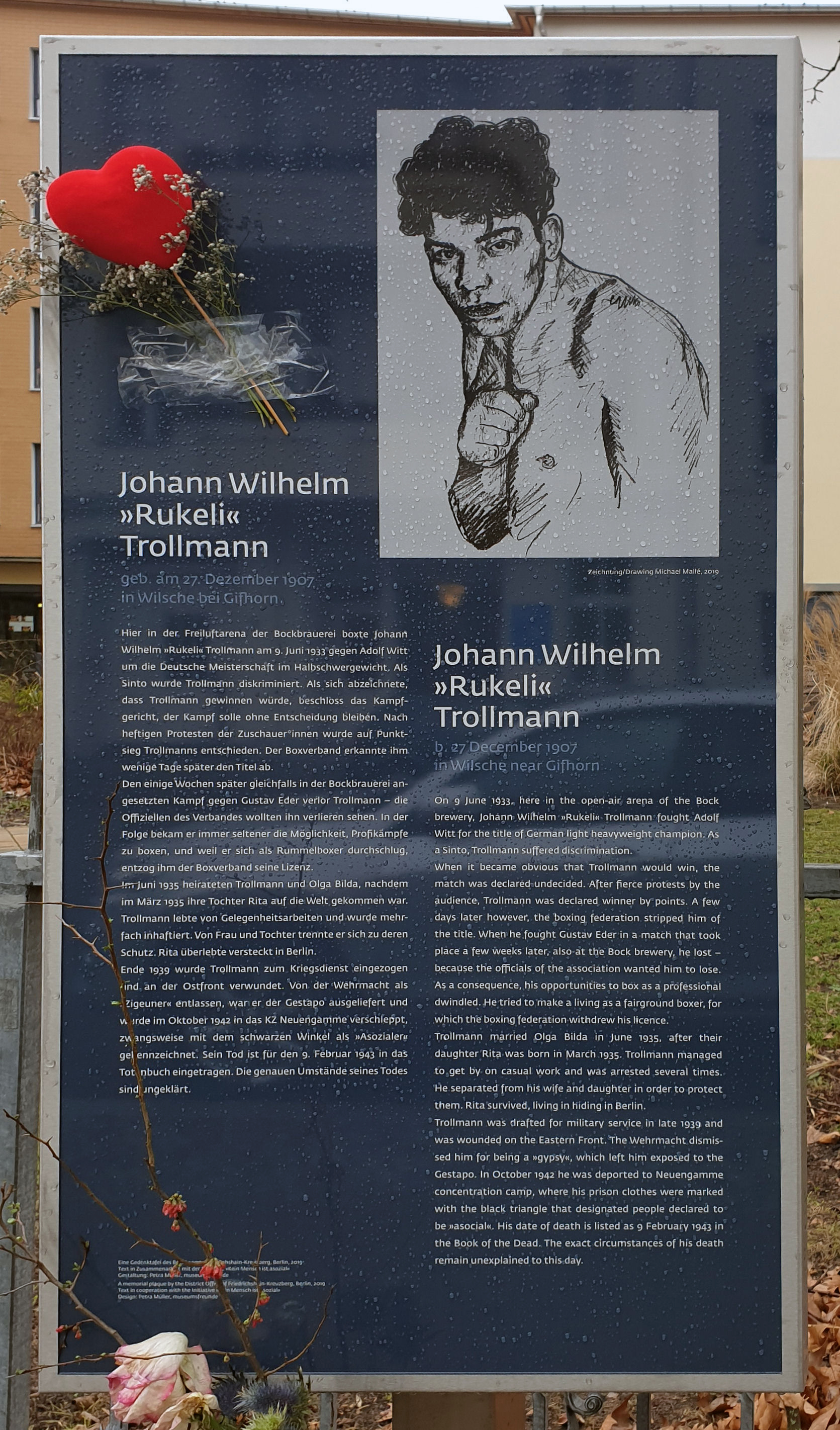
Gedenktafel vor der früheren Bockbrauerei in Berlin-Kreuzberg

## Belletristik
- Stephanie Bart: Deutscher Meister. Roman. Hoffmann und Campe, Hamburg 2014, ISBN 978-3-455-40495-1.

## Film
- Rukelie, Deutschland 2007; Regie: Sabine Neumann, Hauptdarsteller: Stanislav Lisnic, Nora von Waldstätten, Länge: 11 Min.
- Gibsy – Die Geschichte des Boxers Johann Rukeli Trollmann, Dokudrama Deutschland 2012. Drehbuch und Regie: Eike Besuden, Hauptdarsteller: Hannes Wegener, Hannelore Elsner.
- In der dritten Staffel der Fernsehserie Babylon Berlin, die historische Ereignisse und Persönlichkeiten der Weimarer Republik mit fiktionalen Handlungssträngen mischt, entdeckt die Hauptfigur Charlotte Ritter ein Plakat von Rukeli Trollmann unter dem Hinweis, dieser sei der Sohn ihres verschollenen Vaters und damit ihr Halbbruder. Zum Ende der vierten Staffel besuchen Charlotte Ritter und Gereon Rath einen Boxkampf, den Rukeli überlegen gewinnt.

## Theater
- Björn Bicker, Marc Prätsch: Trollmanns Kampf – Mer Zikrales. Uraufführung schauspiel hannover 30. April 2010, Regie: Marc Prätsch[14][15]
- Sandra Selimović, Simonida Jovanovic (Theaterverein Romano Svato): Gipsy Stop Dancing, Premiere im Palais Kabelwerk, Wien 2011. Die Handlung wird hier in die Gegenwart in einen fiktiven ungarischen Staat verlegt und von einer weiblichen Boxerin erzählt.[16][17][18]
- Rike Reiniger: Zigeuner-Boxer, Uraufführung Staatstheater Karlsruhe, 23. Oktober 2011, Regie: Frederik Tiden
- Felix Mitterer: Der Boxer, Uraufführung Theater in der Josefstadt, Wien, 29. Jänner 2015, Regie: Stephanie Mohr, Hauptdarsteller: Gregor Bloéb. Die Handlung wird es als „frei nach dem Schicksal des Sinto-Boxers Johann 'Rukeli' Trollmann“ bezeichnet.[19][20]